# Michel Bizot (stanice metra v Paříži)
Michel Bizot je nepřestupní stanice pařížského metra na lince 8 ve 12. obvodu v Paříži. Nachází se na křižovatce ulic Avenue Daumesnil a Rue de Picpus.

## Historie
Stanice byla otevřena 5. května 1931 při prodloužení linky v úseku Richelieu – Drouot ↔ Porte de Charenton.

## Název
Stanice nese jméno generála Michela Bizota (1795–1855), který byl ředitelem Polytechnické školy a padl při obléhání Sevastopolu v Krymské válce. Byla po něm pojmenována nedaleká ulice Avenue du Général-Michel-Bizot.

## Vstupy
- Avenue Daumesnil u domu č. 238
- Na rohu Avenue Daumesnil č. 253 a Rue de Picpus č. 122
- Na roku Avenue Daumesnil č. 252 a Rue de Picpus č. 124

## Zajímavosti v okolí
- Promenade plantée – park vybudovaný na viaduktu k bývalému nádraží na náměstí Bastily